# Delpharm
Vous pouvez aider à l'améliorer ou bien discuter des problèmes sur sa page de discussion.
- Il ne cite pas suffisamment ses sources. Vous pouvez indiquer les passages à sourcer avec {{référence nécessaire}} ou {{Référence souhaitée}}, et inclure les références utiles en les liant aux notes de bas de page. (Marqué depuis juin 2024)
- Sa forme n’est pas encyclopédique et ressemble trop à un curriculum vitæ. Modifiez le texte pour aider à le transformer en article neutre. (Marqué depuis juin 2024)

- Archive Wikiwix
- Bing
- Cairn
- DuckDuckGo
- E. Universalis
- Gallica
- Google
- G. Books
- G. News
- G. Scholar
- Persée
- Qwant
- (zh) Baidu
- (ru) Yandex
- (wd) trouver des œuvres sur Wikidata

Delpharm est une entreprise française de sous-traitance pharmaceutique, appelé également façonnier ou CDMO. Le siège social est basé à Boulogne-Billancourt. 

## Histoire
Delpharm est initialement une filiale d'Aguettant, une entreprise pharmaceutique lyonnaise spécialisée dans les traitements à injecter. En 2007, Xavier Castelli et Sébastien Aguettant, les dirigeants de Delpharm, en complément de Acto Mezzanine, acquièrent Delpharm à Activa Capital. En novembre 2020, l'entreprise investit 10 millions d'euros après la signature d'un contrat avec Pfizer et BioNTech en vue de la production dès avril 2021 de dizaines de millions de doses du potentiel premier vaccin contre le Covid-19. En février 2021, Delpharm investit dans une nouvelle unité de production sur son site de Lyon, destinée à fabriquer des tests diagnostique du SARS-CoV-2. La capacité de production pourra atteindre 3 millions de tests par mois. Il s'agit de tests créés par la société française BioSpeedia. Le 7 avril 2021, Delpharm a commencé à conditionner du vaccin Pfizer/BioNTech (Tozinaméran). Cette multinationale veut, en 2025, rendre son usine de produits injectables plus grande et moderne, ce qui mène ses dirigeants à investir 220 millions de dollars canadiens. Cette modernisation mènera à des rénovations durant environ six ans.

### Liste des usines
Entre 2002 et 2008, Delpharm acquiert 3 usines : Pfizer Pharmacia située à Évreux (2002), Bayer Schering située à Lille Lys-lez-Lannoy (2006) et Boehringer située à Reims (2008).
Entre 2011 et 2017, l'entreprise achète 7 nouvelles usines : Novartis située à Huningue (2011), Besins située à Drogenbos (Belgique) et Bayer située à Gaillard (2012), Pfizer située à Biotech Lyon (2013), Sanofi située à Dijon (2015), Takeda située à Novare (Italie, 2016), Roche de Segrate (Italie, 2017).
Fin 2019, Delpharm rachète cinq sites du groupe pharmaceutique Famar (Bladel, Saint-Rémy-sur-Avre, Orléans, Montréal au Canada, L'Aigle).
Entre 2021 et 2023 Delpharm acquiert 3 usines : GSK située à Poznań (Pologne, 2021), Sandoz de Boucherville (Canada, 2022) et CARELIDE à Mouvaux (2023).[réf. souhaitée]
En 2024, Delpharm fait l'acquisition du site de Meppel (Pays-Bas) auprès d'Astellas Pharma.